# Potrestaná pýcha
Potrestaná pýcha je pohádka české spisovatelky Boženy Němcové. Pohádka byla poprvé vydána 18. srpna 1845 v pátém svazku souboru Národní báchorky a pověsti. Později byla vydávána v dalších souborech spolu s dalšími pohádkami Boženy Němcové. Vypráví o pyšné princezně Krasomile, které se dvoří princ Miroslav, vydávající se za zahradníka. Krasomila se do něj zamiluje, vyzkouší si život mimo zámek a své pýchy se zbaví. 
Na základě literární předlohy byla v roce 1952 natočena filmová pohádka s názvem Pyšná princezna. 

## Děj
Král Miroslav nechá na svůj královský hrad povolat malíře, aby namalovali jeho podobiznu. Přeje si, aby ho malíři schválně nezobrazili zcela tak, jak doopravdy vypadá. Se svou radou král vybral obraz takový, jaký se mu nejméně líbil, a ten nechal poslat otci krásné princezny s žádostí o její ruku. 
O týden později se vrací vyslancové se zprávou od princezny Krasomily. Ta králi vzkazuje, že není hoden aby obuv její zavazoval. Rozhněvaný král Miroslav nad pyšnou princeznou přemýšlel, co má dělat. Druhý den se král vydal na cestu za princeznou Krasomilou, správu své země přenechal svým rádcům a hrad starému správci. 
Jednoho dne se princezna Krasomila prochází po zahradě, přijde k ní otec a sdělí jí, že přijal do služby mladého zahradníka, za kterého se ovšem vydává král Miroslav. Princezna si přeje, aby ji tajemný zahradník naučil hrát na harfu. Začaly hodiny hraní na harfu. Princezna Krasomila se do zahradníka hned zamilovala. Láska postupně přemohla pyšnou princeznu. Otec princezny se dozví, že jeho dcera zahradníka miluje. Své dceři dovolí, aby si zahradníka ještě ten den vzala, ale protože zahradník Miroslav není vznešeného rodu, vyžene princeznu i s ním ze zámku. 
Zahradník Miroslav sjednal princezně Krasomile práci, a ta začala s chutí pracovat. Princezna Krasomila si na vlastní kůži zkusila, co taková služka od urozených vyzkouší, jak pohrdavě se s ní zachází. Zahradník Miroslav princezně Krasomile oznámí, že král si přivezl nevěstu a bude veliká hostina na zámku, a zda by nešla na zámek dělat kuchařku. Princezna souhlasí a dělá práci s chutí. Když běží přes chodbu, potká pána samé zlato a stříbro. Urozený pán prosí Krasomilu, aby mu zavázala střevíc. Krasomila tak učiní. Po malé chvíli přijde sloužící krále a ptá se, kde je ta kuchařka, co vázala králi střevíc. Krasomile je nakázáno, aby si vybrala jedny šaty a k tomu klenoty. Král si přeje s Krasomilou zatancovat. 
Princezna Krasomila odmítla se strachem, co by si pomyslil její muž. Náhle se objeví král a Krasomila pozná svého Miroslava. Král Miroslav vysvětlí Krasomile, proč tak jednal. Chtěl ponížit její hrdost. Krasomila teď místo pyšnosti a hrdosti byla přívětivá a dobrotivá. Král Miroslav si vedl milovanou ženu a panstvo jásalo nad novou královnou.    

## Přijetí díla a interpretace
V roce 1970 vyšla Potrestaná pýcha společně s pohádkou Princ Bajaja v albatrosovské edici Korálky. Věra Vařejková v recenzi upozornila, že vydání modernizovalo archaický jazyk a (podobně jako i četné jiné edice) vypustilo „uměle stylizovanou pasáž o erotickém vzplanutí Krasomily“. Řazení obou pohádek vedle sebe jí dává smysl, je cílevědomé a zdůvodnitelné, neboť pohádky se podobají rozvedeným motivem maskovaného a nepoznaného prince. Příběhy se ovšem liší svým tématem: princ Bajaja je podle Vařejkové fantastičtější, vyzbrojen radami kouzelného koníka bojuje třikrát s drakem a počtvrté s celým vojskem nepřátel, vždy v jiném šatě a nepoznán, a vítězí tak nad zlem pohádkově hyperbolizovaným“. Pro prince Miroslava je naopak soupeřem zlo v člověku, a sice pýcha spojená se společenským postavením, kterou přetvoří až moc lásky. Vařejková dále ke srovnání obou textů uvedla: „Oba pohádkové příběhy si jsou navzájem podobné jak zobrazeným prostředím královských hradů, tak i postavami králů, princezen a princů, modelovaných dávnými rytířskými romány, generacemi lidových vypravěčů i individuálním přínosem Boženy Němcové. Božena Němcová je vypravěčkou tvořivou, nikoli napodobující, a to nejen v umění výrazu, ale i v pojetí jednotlivých charakterů a jejich konfliktů (srovnání postavení princezny a služky v Potrestané pýše).“
Podle zhodnocení Ladislavy Lederbuchové Božena Němcová v pohádce programově zpochybňuje středověkou estetickou funkci motivu oblečení, které je v gotickém chápání základním prvkem identity postavy. Místo toho je přístup moderní, dějový spád i charaktery postav jsou podle Ledebuchové motivovány realisticky a psychologicky věrně: „Ošacení nemotivuje chování a charakter hrdinů ve smyslu gotickém – chudě oblečená Krasomila je šlechetnější než dřív.“ Tento posun vede nicméně především ke skutečnosti, že prvky středověké poetiky, které se znovu objevují závěru pohádky, působí o to silněji. Zcela ve středověkém duchu učiní z Krasomily královnu až královský oděv, před dvořany předstupuje teprve v okamžiku, co se obleče do šlechtických šatů.

## Adaptace
Režisér Bořivoj Zeman na základě literární předlohy natočil filmovou pohádku Pyšná princezna. Hlavní hrdiny pohádky ztvárnili čeští herci Alena Vránová (princezna Krasomila) a Vladimír Ráž (král Miroslav). Role princezny Krasomily znamenala pro herečku Alenu Vránovou její první filmovou roli. Černobílá filmová pohádka patří v Česku k nejoblíbenějším a stále se často objevuje na obrazovkách. Pohádka se natáčela především v jižních Čechách. Zámek, kde žije princezna Krasomila, ve filmu představuje Hluboká nad Vltavou.